# パイレーツ・オブ・カリビアンの艦船
パイレーツ・オブ・カリビアンの艦船（パイレーツ・オブ・カリビアンのかんせん）は、映画『パイレーツ・オブ・カリビアン』シリーズに登場する主な艦船の一覧である。

## 海賊船

### ブラックパール号
ジャック・スパロウ船長が指揮する帆船である（ただし長らくバルボッサに乗っ取られていた）。船の規模はガレオン程度で、三本のマストを持ち横帆7枚、縦帆5枚を備える。船体と帆は黒く塗られており(ベケットに火を放たれ焼け焦げてしまったため黒くなっているとする説もある)、本船の外観上の特徴となっている。そのため、真夜中の海上で明かりを全て消すと遠目では全く目視できなくなる。砲甲板は一層で18～20門程度の大砲を搭載し、また上甲板にも8～10門程度を搭載しているので装備している大砲は25～30門程度である。本船の最大の特徴はカリブ海で一番といわれる高速で、インターセプター号にも軽く追いつく。
一方、カリブ1の快速とされていながら、最後の海賊ではイギリス海軍艦隊エセックス号に軽々と追い付かれているシーンも存在する。
また『自由の代償』においては、デイヴィ･ジョーンズとの血の契約によって快速の帆船となったことが語られる。

### フライング・ダッチマン号
『デッドマンズ・チェスト』に登場するデイヴィ・ジョーンズが船長の幽霊船。ブラックパール号とほぼ同じ大きさである。『ワールド・エンド』でウィル・ターナーが船長になった時は船体に付いていたフジツボや海草がとれたため、船の姿は船長の姿に影響されるようである。向かい風では無敵と言われる速力を持つが、追い風ではブラックパール号に劣る。デイヴィ・ジョーンズのセリフによると、「船長の思うように帆を進める」ことができる。船首の形は独特で、さながらワニの口のような形状となっている。木造帆船にもかかわらず潜行能力を持ち、潜水中でも自力航行が可能。2層の砲甲板に38門の大砲を搭載し、艦首にも砲身を三本束ねた回転式の船首カノン砲を2基6門搭載している。また、船一隻飲み込むほどの巨大なイカであるクラーケンを操るための装置を搭載する。
『ワールド・エンド』では、東インド貿易会社率いる海軍の代表として渦の中でブラックパール号と激戦を繰り広げた。結果、船長のデイヴィ・ジョーンズがジャックの助力を得たウィルの手で心臓を刺され絶命したことを契機に、船長が彼からウィルに移った。
シリーズ５作目の『最後の海賊』にも登場。物語に直接関わりはしなかったものの、冒頭と終盤のシーンにのみ登場した。
ガレオン船をモデルにして制作された（デッドマンズチェスト プログラム参照）。名前の意味は「さまよえるオランダ人」で、伝説の幽霊船である。

### エンプレス号
『ワールド・エンド』に登場した、サオ・フェンが操る東洋風の海賊船。大きさはブラックパール号より小型で軽めだが、船速が速いという特徴を持ち、加えて無風状態でも低速ながら進む事ができる。一部の船室には香が焚かれ、沐浴ができる所も存在する。また普段はシンガポールのサオ・フェンのアジトがある港に停泊されていて動くことは殆ど無く、半伝説的な船体である。尚、サオ・フェンの東インド貿易会社への裏切りが発覚し、カトラー・ベケット卿の命令でデイヴィ・ジョーンズの襲撃によりサオ・フェンの死後、遺言によって想いを託されたエリザベス・スワンが船長となる。

### アン女王の復讐号
『生命の泉』で登場する、黒ひげの海賊船。全体的に赤色が目立つ塗装が施されている。船首は、巨大な骸骨で「聖杯」と「燭台」を両手に持っている。
乗組員の一部はゾンビである。黒髭が持つアトランティス大陸で鍛えられたという刃の幅が広いカットラス「トリトンの剣」に埋め込まれた宝石の力によって潮の流れ・風の流れも自由に操る(ロープも操る)事で、操縦ができる。また、この剣は復讐号のみならず、全ての船に対して有効である。この力を使ってブラックパールをはじめとする数々の船を襲ってきた。しかし最終的に黒ひげを殺したバルボッサが剣を奪い、同時にアン女王の復讐号の船長になる。
外装には黒髭が殺した乗組員の骨等が使われている。船首の下の船底部分からは炎を吹き出し、反乱を起こした乗組員を焼いたり、人魚を追い詰めたりなどもした。
最後の海賊ではバルボッサの船として登場。黒ひげの残した財宝を手にいれ、トリトンの剣を使って傘下の海賊船も１０隻まで増やし、裕福な暮らしをしていたバルボッサによって海賊船とは思えない豪華なつくり(主に大半が金メッキに装飾)に改造され、船室の壁には頭蓋骨が敷き詰められている。
なお、実在の海賊・黒髭の旗艦もアン女王の復讐号である。

## 海軍艦

### ドーントレス号
『呪われた海賊たち』に登場したポートロイヤルを母港とするイギリス軍艦。登場艦船の中ではかなり大型で、3層の砲甲板を持つ三本マストの戦列艦。とても豪華な作りに加え、100門近い大砲を搭載しており、イギリス水兵のマートッグとムルロイ曰く「カリブ海最強の船」。第2作に入る前に、台風の中を強引に進んだためにドーントレス号は大きなダメージを受けて船体の半分以上が大破した。
その後東インド貿易会社のアフリカ支部責任者であるベケット卿の手に渡り修復され、2作目以降は名前がエンデヴァーに変更されている。尚、海外版のサイト等ではドーントレス号は前述の台風で沈んでおり、エンデヴァー号は全く別の船であるとしている。

### インターセプター号
『呪われた海賊たち』に登場したポートロイヤルの砦フォート・チャールズの旗艦であるイギリス軍艦。ノリントンが自分のために建造させた、ブラックパール号より一回り小さい二本マストのブリッグないし小型フリゲートで、搭載している大砲も16門程度。劇中においてジャックに｢あまりにもいいボート｣と評価されており、イギリス海軍艦船の中でも特に小型であることがうかがえる。
高速が自慢で、イギリス海軍兵いわく「実在する船ではカリブ海で一番速い」。ジャックとウィルによって盗まれ、以後彼らの船となる。その後、エリザベスとメダルを狙うバルボッサ率いるブラックパール号によって追撃され、自慢の高速もブラックパール号にはかなわず追いつかれ、戦闘の末に撃沈されてしまった。モデルはレディ・ワシントン号。

### エンデヴァー号
『ワールド・エンド』に登場した東インド貿易会社のカトラー・ベケット卿の軍艦。『呪われた海賊たち』に登場したドーントレス号がベケット卿の手に渡り、船名がエンデヴァーに変更された（ドーントレス号とは別の船であるという説も存在する）。兵装として3層の砲甲板に約100門の大砲を装備している。船長室にはマホガニー材が惜しげもなく使用され、階段の手すりの細工から真鍮のドアノブに至るまで、贅沢な造りになっている。またベケットの趣味なのか、彼の自室の机などには船の模型、兵士やベケット自身の小さな人形が飾られている。最期はブラックパール号とフライング・ダッチマン号の挟み撃ちにあい、司令官であるベケットが動転して攻撃命令を出さなかったため、搭載した大砲を一発も発射することなく、ベケット本人もろとも撃沈された。同時に撮影していた為か、『デッドマンズ・チェスト』でも港に停泊している姿が見える。

### プロヴィデンス号
『生命の泉』で登場する、バルボッサが序盤で指揮していたイギリス軍艦。
船体規模はフリゲート程度。中盤で人魚の大群に攻撃され、横倒しに沈没する。
なお、この撮影に使用された船は映画「マスター・アンド・コマンダー」でサプライズ号として登場している。

### モナーク号
『最後の海賊』に登場したイギリス軍艦。物語冒頭の部分で、海賊ボネットが指揮するオランダ海賊船を追跡していた時に深追いして「魔の三角海域」に突入。まもなくしてサラザール一味に襲撃され、そのまま炎上した。また、本作の準主人公であるウィルの息子ヘンリーは冒頭ではこの船で水夫として働いていた。

### エセックス号
『最後の海賊』に登場したイギリス軍艦で、海軍大尉スカーフィールドが指揮する。物語中盤より、ポセイドンの槍の捜索をするジャックたちを追跡するため、イギリス海軍を乗せて海に出る。ある程度の速力も備えており、復活したブラックパール号に追いつくほど。だが、その直後に突如現れたサイレント・メアリー号に激突され大破した。

### サイレント・メアリー号
『最後の海賊』に登場したキャプテン・サラザールが指揮するスペイン海軍の戦列艦。ドーントレス号に並ぶほどの船体規模を誇り、84門に及ぶ大砲を搭載している。サラザール曰く「無敵」。
ジャックの青年時代にはカリブ海に出没する海賊船をいくつも撃沈しており、彼らからも恐れられる存在だったが、若きジャックに嵌められて海の地獄こと「魔の三角海域」にサラザールや乗組員もろとも幽閉される。その際、火薬を搭載していた船底を鋭利な岩などに傷つけられ大破。その姿は船とは呼び難いものとなった。しかし、呪いによって沈まない船体となり、さらには船体を勢いよく反り上げて敵船に覆いかぶさるように撃沈したり、船首の女神像が船長の意思を持って自由に動き回れる能力をも兼ね備えたものへと変貌を遂げた。作中では、その能力でバルボッサの船を三隻と、彼の母船「アン女王の復讐号」を撃沈している。物語終盤ではほとんど登場していない。
この船の上空には常に暗雲が漂い、雷が発生している。呪いにかかるより以前の速力は不明であるが、「魔の三角海域」から脱出した後の姿では、ブラックパール号に追いつくほどの速力を誇る。

## その他の船

### エディンバラ・トレーダー号
『デッドマンズ・チェスト』に登場した貿易船。ベケット卿からジャックへの敵国船拿捕許可状を手に入れたエリザベス・スワンが密かに乗り込んだ。その後、彼女の作戦によってトルトゥーガ島に寄港する。出航後、フライング・ダッチマン号から鍵を持って脱出したウィル・ターナーを救出するが、鍵を取り戻すためにデイヴィ・ジョーンズが呼んだクラーケンによって沈められてしまった。モデルはバウンティ号。

### 瀕死のカモメ号（ダイイング・ガル号）
『最後の海賊』に登場したスループ型の小型船(コグ船)。ジャックや手下たちが、セント・マーティン島のとある浜辺で停泊、アジトとしていたボロ船で、カリーナからも「これが船って言える？」と呆れられている有様。どこで入手したのかは不明。ポセイドンの槍を探すため、序盤はこの船に乗ってジャックたちやヘンリー、カリーナは海へ出る。中盤あたりでジャックと別行動をとったギブズたちを乗せたあたりでイギリス海軍に見つかり、その後は全く登場しなくなった。